# Giacomo Rizzolatti
Giacomo Rizzolatti (né le 28 avril 1937 à Kiev, en Ukraine) est un médecin et biologiste de nationalité italienne. Il est professeur de physiologie à l'université de Parme, en Italie. Il est à l'origine de nombreuses découvertes en neuroscience intégrative. Il est élu associé étranger de l'Académie des sciences française.

## Biographie
- 1961 : docteur en médecine, université de Padoue (Italie)
- 1964 : spécialisation en neurologie, université de Padoue
- 1969 : Libero Docente en physiologie humaine, Rome (Italie)
- 1964-1967 : assistant en physiologie humaine, université de Pise (Italie)
- 1967-1969 : assistant en physiologie humaine, université de Parme (Italie)
- 1969-1975 : professeur associé de physiologie humaine, université de Parme
- depuis 1975 : professeur de physiologie humaine, université de Parme
- 1988-1991 : président du Scientific Committee European Training Program in Brain and Behaviour Research, Fondation européenne de la science
- depuis 2002 : directeur du département de neuroscience, université de Parme.

## Activité scientifique

### Découvertes majeures
On doit à Giacomo Rizzolatti des observations très innovantes sur l’activité cérébrale chez le singe, montrant comment, chez cet animal, l’image mentale d’un mouvement à exécuter pourrait se construire par imitation de l’expérimentateur – ce qui fait repenser la notion d'empathie due aux neurones miroirs.

## Ouvrages
- From Monkey Brain to Human Brain, avec Stanislas Dehaene, Jean-René Duhamel, Marc D. Hauser
- Les Neurones miroirs, avec Corrado Sinigaglia, traduit de l'italien par Marilène Raiola, décembre 2007, édition Odile Jacob, collection sciences

## Sociétés savantes
Giacomo Rizzolatti est membre de diverses académies ou sociétés savantes :
- 1989 : membre de l'Academia Europaea
- 1999 : docteur honoris causa, université Claude-Bernard, Lyon
- 2002 : membre de l'Académie des Lyncéens (Italie)
- 2002 : membre honoraire étranger de l'American Academy of Arts and Sciences

## Récompenses
- 1982 : prix Golgi de physiologie, Académie des Lyncéens
- 1999 : George Miller Award, Cognitive Neuroscience Society (États-Unis)
- 2000 : prix Feltrinelli de médecine, Académie des Lyncéens
- 2005 : prix Herlitzka de physiologie, Accademia delle Scienze di Torino (Italie)
- 2011 prix Prince des Asturies (Technique et recherches scientifiques)[1]